# Raimon Torres i Clavé
Raimon Torres i Clavé (Barcelona, 1912 - 1986) més conegut com a Raimundo Torres, fou un baríton català.
Estudià a Barcelona amb Anna Militch i amplià estudis a París. Debutà la temporada 1942-1943 del Liceu de Barcelona, on aviat es destacà en obres de Richard Wagner i en Borís Godunov, de Modest Mússorgski. Actuà a la Scala de Milà (1948 i 1953) i en altres teatres europeus i d'Amèrica. Estrenà Cardillac, de Paul Hindemith a Barcelona i participà en la primera audició europea d'El Pessebre, de Pau Casals, a Assís, Itàlia (1962), en La Reexhumació d'Heliogàbal, de Déodat de Séverac (Ceret, 1972), i enregistrà òperes, com Canigó, d'Antoni Massana, El giravolt de maig, d'Eduard Toldrà, i altres discs. També conreà el dibuix i feu exposicions, com la de Barcelona, el 1972.

## Biografia

### Primers anys i formació musical
Raimundo Torres era el petit de quatre fills, del matrimoni format per Raimundo Torres Grau i Rosa Clavé. Venia d'una família benestant. El seu pare i el seu tiet Jaume Torres Grau eren arquitectes i van ser els fundadors de Foment d'Obres i Construccions S.A. Els seus pares eren amants de la música i les arts; cosa que van saber transmetre amb passió als quatre fills.
La segona filla Rosa va estudiar la carrera de piano, i va acompanyar Raimundo en diferents ocasions.
El seu pare, Raimundo Torres Grau, va morir quan el cantant només tenia 6 anys. La seva mort prematura va deixar la seva dona vídua amb els quatre nens. No obstant això, el seu cunyat, Jaime, li va assegurar tot el seu suport en cas que necessites ajuda.
De jove, Raimundo Torres va començar els estudis d'arquitectura al costat del seu germà José. Encara que, des que era molt petit, Raimundo va manifestar un fort interès per la música, el teatre i el cant. Als 12 anys va anar amb la seva família al Liceu a veure Feodor Chaliapin interpretant Borís Godunov, va quedar totalment fascinat i fou en aquella ocasió que va decidir que ell volia cantar aquella obra quan fos gran..
El seu caràcter entremeliat va marcar la seva infantesa, ja la família va decidir internar-lo als Escolapis d'Olot. Allà va començar sentir passió per la naturalesa i la vida a l'aire lliure. Es va convertir a poc a poc en un esportista complet, al que li agradava cuidar la seva forma física.
Una altra de les seves aficions era el dibuix: dibuixava tot allò que atreia la seva atenció i el seduïa, com paisatges naturals, cases del camp i pessebres durant l'època de Nadal. Sobretot era un gran expert de retrats, i de fet durant l'última etapa de la seva vida va fer algunes exposicions de les seves obres.
La família Torres Clavé tenia a Tiana una finca que es deia "Can Marí", que actualment s'ha transformat en el Casino Nou de Tiana. Durant totes les festes, els estius i durant les vacances de Nadal tota la família anava a passar uns dies, on s'organitzaven dinars i sopars amb familiars i amics. Fou en una d'aquestes ocasions, el 1928, que Raimundo va conèixer la seva futura esposa, M. Begoña, més coneguda com a Maritxu.
Després d'una temporada de festeig, Raimundo i Maritxu es van casar el 9 de juliol de l'any 1941 en l'església de Sant Sever de Barcelona. Just abans de casar-se amb Maritxu, Raimundo Torres va començar la seva carrera professional com a cantant. Tres anys després el seu casament, el matrimoni va tenir el seu primer fill Raimundo, i el 1947 va néixer la seva segona filla, Begoña Torres.

## Fons
El seu fons es conserva al Centre de Documentació i Museu de les Arts Escèniques i consta part de les seves obres, a banda de documents personals i administratius. A més a més també hi trobarem fotografies i correspondència.